# Schwimmbrille

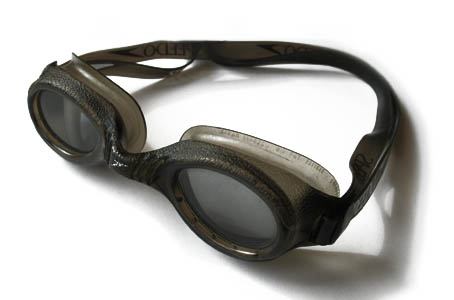
Eine Schwimmbrille

Eine Schwimmbrille ist eine Schutzbrille, die verhindert, dass Wasser die Augen erreicht.
Somit werden Augenreizungen zum Beispiel durch gechlortes Schwimmbadwasser verhindert. Auch das Sehen unter Wasser wird so komfortabler. Verwendbar ist sie bei vielen Wassersportarten. Für das Schnorcheln ist sie nur bedingt geeignet.

## Geschichte
Die erste schriftliche Erwähnung stammt aus dem 14. Jahrhundert, als persische Taucher Brillen mit Gläsern aus Schildpatt benutzt haben sollen. Solche Brillen sind auch auf einem Bild venezianischer Korallentaucher aus dem 16. Jahrhundert zu sehen. Die meisten Taucher im Mittelalter waren allerdings afrikanischer Herkunft und benutzten keine Brillen. Taucher aus Polynesien verwendeten Brillen aus Bambus oder Holz, später auch welche mit gläsernen Linsen.
Der erste Wettkampfschwimmer, der eine Brille benutzte, soll Thomas Burgess gewesen sein, der 1911 den Ärmelkanal als erster hin und zurück schwamm. Sie war jedoch nicht wasserdicht, sondern schütze nur vor Wellen und Spritzwasser. Gertrude Ederle nutzte bei ihrer Kanalquerung 1926 eine Motorradbrille, die mit Paraffin wasserdicht gemacht worden war. Im Jahr 1916 meldete C. P. Troppmann ein Patent auf eine Brille für das Schwimmen unter Wasser an. In den 1930er Jahren wurden Schwimmbrillen und Tauchmasken weiterentwickelt, sie eigneten sich aber nicht für das Sportschwimmen. Ein weiteres Patent wurde 1936 von Walter Farrell angemeldet. Die Kanalschwimmerin Florence Chadwick verwendete in den 1950er Jahren Gummi-Zweiglasmasken.
Das erste Modell für das Sportschwimmen wurde 1968 in einer Anzeige im Swimming World Magazin vorgestellt. Vom internationalen Schwimmverband FINA wurden die Brillen zunächst als Trainingshilfsmittel eingestuft und waren im Wettbewerb nicht erlaubt. Auch nach ihrer Zulassung wurden sie anfangs nur von wenigen Schwimmern eingesetzt, da Komfort und Qualität nicht ausreichend waren. Bei den Commonwealth-Spielen 1970 trug der Brite David Wilkie vermutlich als erster bei einem internationalen Wettkampf eine Schwimmbrille.
Die Einführung der Schwimmbrille wird als eine der größten technologischen Fortschritte im Schwimmsport betrachtet. Bis zu ihrer Etablierung im Wettkampfsport war der Trainingsumfang der Schwimmer durch die Auswirkungen von Chlor und Salzwasser auf die Augen limitiert.

## Verwendung

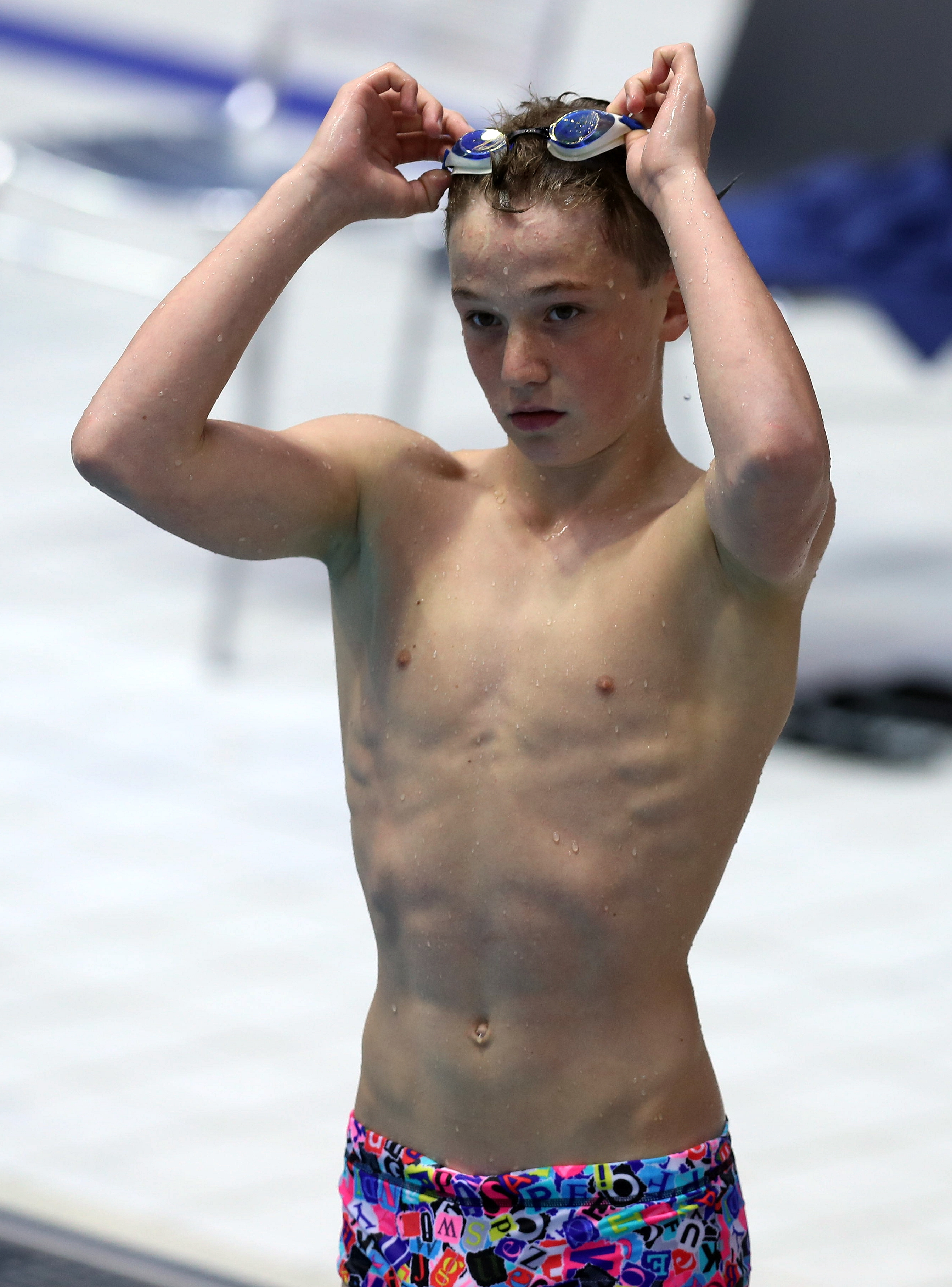
Ein Schwimmer setzt die Schwimmbrille nach dem Schwimmen ab.

Der Vorteil einer Schwimmbrille ist, dass beim Schwimmen durch die Nase ausgeatmet werden kann, was dazu führt, dass z. B. beim Rückenschwimmen kein Wasser in das Atmungsorgan gelangt (in eine Tauchmaske würde beim Schwimmen durch die Strömung Wasser hineingelangen). Außerdem ist der Widerstand geringer als bei einer Tauchermaske.
Zum richtigen Aufsetzen ist zu beachten, dass die Brille mit beiden Händen an die Augenpartie angelegt und dann das Kopfband über den Hinterkopf gezogen wird. Im umgekehrten Fall könnten durch Abrutschen die Halbschalen durch den Gummizug zurückschnellen und evtl. Augenverletzungen verursachen. Zum Abnehmen sollte daher auch zuerst das Band von hinten nach vorne gezogen werden.
Für fehlsichtige Personen gibt es Schwimmbrillen mit individuellen Korrekturgläsern, die eine bessere Orientierung im Wasser ermöglichen.

## Unterschied zur Tauchmaske
Es ist wichtig, die Schwimmbrille von der Tauchmaske zu unterscheiden. Die Tauchmaske lässt sich unter Wasser jederzeit durch den Nasenerker mit Luft füllen oder dies entweichen. Dies verhindert ein übermäßiges Anpressen der Maske beim Abtauchen und einen Überdruck in der Maske beim Auftauchen. Bei der Schwimmbrille ist dieser Druckausgleich nicht möglich, weshalb sie für den Schwimmsport an der Oberfläche des Wassers und nicht für den Tauchsport verwendet wird. Getaucht werden sollte mit einer Schwimmbrille keinesfalls tiefer als zwei Meter. Durch den fehlenden Druckausgleich entsteht sonst im Innern der Brille ein Unterdruck, was zu geplatzten Blutgefäßen am Augapfel bis hin zu einer Netzhautablösung führen kann (Barotrauma).

## Behandlung
Eine Schwimmbrille ist gegenüber mechanischer Belastung und Verkratzung sehr empfindlich und sollte deshalb möglichst in einem Hartetui aufbewahrt werden. Die Reinigung sollte mit klarem kalten Wasser erfolgen. Schwimmbrillen sind vom Hersteller auf der Innenseite mit einer Antibeschlag-Beschichtung versehen. Diese erlaubt keine Abtrocknung – auch nicht mit einem Mikrofasertuch. Mit der Zeit lässt die Wirkung nach, stattdessen kann man spezielle Sprays oder Speichel verwenden.

## Schwedenbrille

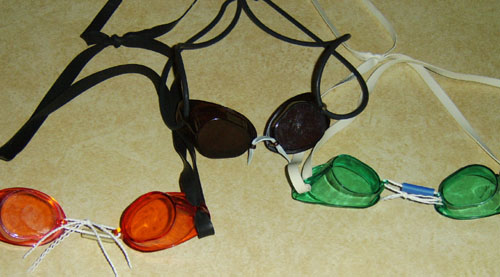
Drei verschiedene Typen von Schwedenbrillen

Eine Schwedenbrille ist eine spezielle Schwimmbrille, die vor allem im Schwimmsport benutzt wird und einen sehr geringen Widerstand im Wasser bietet. Die Brillen sind vom Internationalen Schwimmverband für den Einsatz bei internationalen Meisterschaften zugelassen und gelten seit Mitte der 1970er Jahre zu den beliebtesten Schwimmbrillen für Wettkampfschwimmer.
Sie besteht aus zwei Hartplastikschalen, die mit einem Gummiband und einem Plastikschlauch verbunden sind, und ist daher sehr leicht verstellbar. Die Schwimmbrille muss für gewöhnlich selbst zusammengebaut werden, sie ist aber in der Regel günstig zu erwerben. Eine Schwedenbrille hat einen harten Rand und keine Dichtung. Daher sitzt sie sehr gut, ist aber nicht für jeden komfortabel. Nach einer gewissen Zeit im Wasser wird das Gummiband porös und muss ersetzt werden.
Entwickelt wurden die Schwedenbrillen, die im Englischen zumeist als Swedish Goggles bezeichnet werden, vom damaligen Schwimmer und späteren schwedischen Schwimmnationaltrainer Tommy Malmsten. Sie werden seit den 1970er Jahren weltweit über dessen Unternehmen, die Malmsten AB, vertrieben.